# Gevorg Kasparov
Geworg Kasparov (in armeno Գևորգ Կասպարով?; Erevan, 25 luglio 1980) è un ex calciatore armeno, di ruolo portiere.

## Palmarès

### Club

#### Competizioni nazionali
- Campionato armeno: 5

Mika Ashtarat: 2003
P'yownik: 2005, 2006
Mika Erevan: 2011
Alaškert: 2015-2016
- Supercoppa d'Armenia: 1

P'yownik: 2005